# 妙覚
妙覚（みょうかく）とは、
1. 真の悟り、微妙（みみょう）・深遠な悟りのこと。また、仏の無上の悟りのこと。
2. 菩薩の五十二位・四十二地の最上位で、菩薩が修行して到達する最後の階位のこと。妙覚の位に達した菩薩は、煩悩を断じ尽くし、智慧を完成させるとされる。天台教義の六即と対応させると、別教の菩薩五十二位の最高位である「妙覚」は、円教の「究竟即」に相当する。一つ前の等覚の位にいる菩薩が、さらに一品（いっぽん）の無明を断じてこの妙覚位に入る。しばしば、仏の位と同一視される。